# トウジン (魚)
トウジン（漢字表記：唐人、学名：Caelorinchus japonicus）は条鰭綱タラ目ソコダラ科（cf. ja/en）に分類される硬骨魚類であるトウジン属（en）中の1種。他に「ゲホウ（外法）」「テナガタラ、テナガダラ（手長鱈）」「チョッピー」「ネズミ」などの地方名をもつ。
深度500メートル以内の比較的浅い深海に棲む深海魚。体長は50センチメートルほど。頭部と眼が大きく、尾部が長く、食品として利用できる部分は少ない。
太平洋岸の暖水域に広く棲息する。駿河湾の底引網漁で多く獲れ、西伊豆や沼津などで食される。
刺身や寿司ネタとして好まれる。